# Зезулін-Перший
Зезулін-Перший (пол. Zezulin Pierwszy) — село в Польщі, у гміні Людвін Ленчинського повіту Люблінського воєводства.
Населення — 341 особа (2011).

## Демографія
Демографічна структура станом на 31 березня 2011 року:
|          | Загалом | Допрацездатний вік | Працездатний вік | Постпрацездатний вік |
| -------- | ------- | ------------------ | ---------------- | -------------------- |
| Чоловіки | 180     | 47                 | 113              | 20                   |
| Жінки    | 161     | 40                 | 90               | 31                   |
| Разом    | 341     | 87                 | 203              | 51                   |